# لوییس آلونسو پرز
لوییس آلونسو پرز (انگلیسی: Luís Alonso Pérez; ۱ مارس ۱۹۲۲ – ۱۵ ژوئن ۱۹۷۲) معروف به لولا ، بازیکن فوتبال و مربی فوتبال اهل برزیل بود.
وی به عنوان سرمربی سانتوس را ۲ بار قهرمان جام لیبرتادورس کرد.